# 四国鉄道文化館
四国鉄道文化館（しこくてつどうぶんかかん、英語: Shikoku Railway Cultural Center）は、愛媛県西条市に所在する鉄道保存展示施設である。
施設は公益財団法人日本ナショナルトラストが建設し、西条市が同財団から管理運営を受託しており、南北に2館の展示施設が設けられている。また同市が管理運営を行う十河信二記念館（そごうしんじきねんかん）と、西条市観光交流センター（さいじょうし かんこうこうりゅうセンター）の計4施設と合わせ、同市では愛称を「鉄道歴史パーク in SAIJO」とし、観光・交流施設群として一体的に運営している。

## 歴史
2007年（平成19年）11月26日、伊予西条駅東側の隣接地に現在の北館が開館した。施設は文化財等の保護活動の一環で、日本ナショナルトラスト（当時の法人格は財団法人）がヘリテイジセンターとして建設し、管理運営は同財団から西条市へ委託されている。
また北館の西隣には、新居郡中村（のちの中萩町、現在の新居浜市）出身で、西条市長や新幹線建設に尽力し第4代日本国有鉄道総裁などを歴任した十河信二の生前の功績を顕彰する記念館と、観光交流センターが同時に開館した。
2008年（平成20年）11月20日に入館10万人を突破し、2009年（平成21年）11月時点では入館14万人を突破している
。
2014年（平成26年）7月20日、予讃線を挟んだ南側に新たな展示施設として南館が開館した。それに合わせ、開館時から所在する展示館の名称を「北館」とし、現在の施設群となった。
また2015年（平成27年）7月20日には、新潟県新潟市秋葉区に所在する新潟市新津鉄道資料館との間で姉妹館協定を締結した。これは当館南館の開館と、同館本館のリニューアルがいずれも1周年を迎えたことから、それらの記念事業の一環として締結されたもので、西条市と新潟市の間では、楽曲『千の風になって』にゆかりのある3市町と共同で2009年（平成21年）から実施している文化交流事業「千の風サミット」で交流が進められているのをはじめ、姉妹館締結1か月前の6月27日には災害時相互応援協定も締結している。締結式は同日、当館北館で青野勝西条市長と篠田昭新潟市長が出席して行われた。今後両館は、資料や展示品の相互貸借や観光情報などの発信で協力するほか、集客に関する情報、ノウハウの相互提供や人的交流などでも連携が進められる。
2016年8月16日に総入館者数が40万人に達した。2010-13年度の4年間は年間入館者数は2万人台だったが、南館がオープンした2014年度以降は5万人台となっていると報じられている。

## 施設内容
2007年の開館時から存在する北館と、2014年に増設された南館からなる。入場券は両館共通である。

### 北館

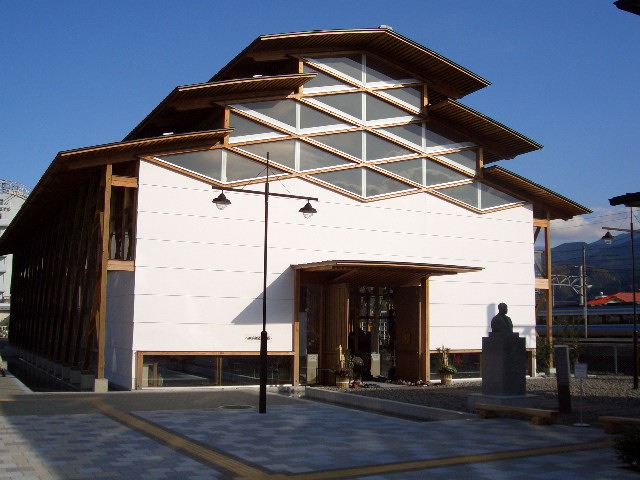
北館

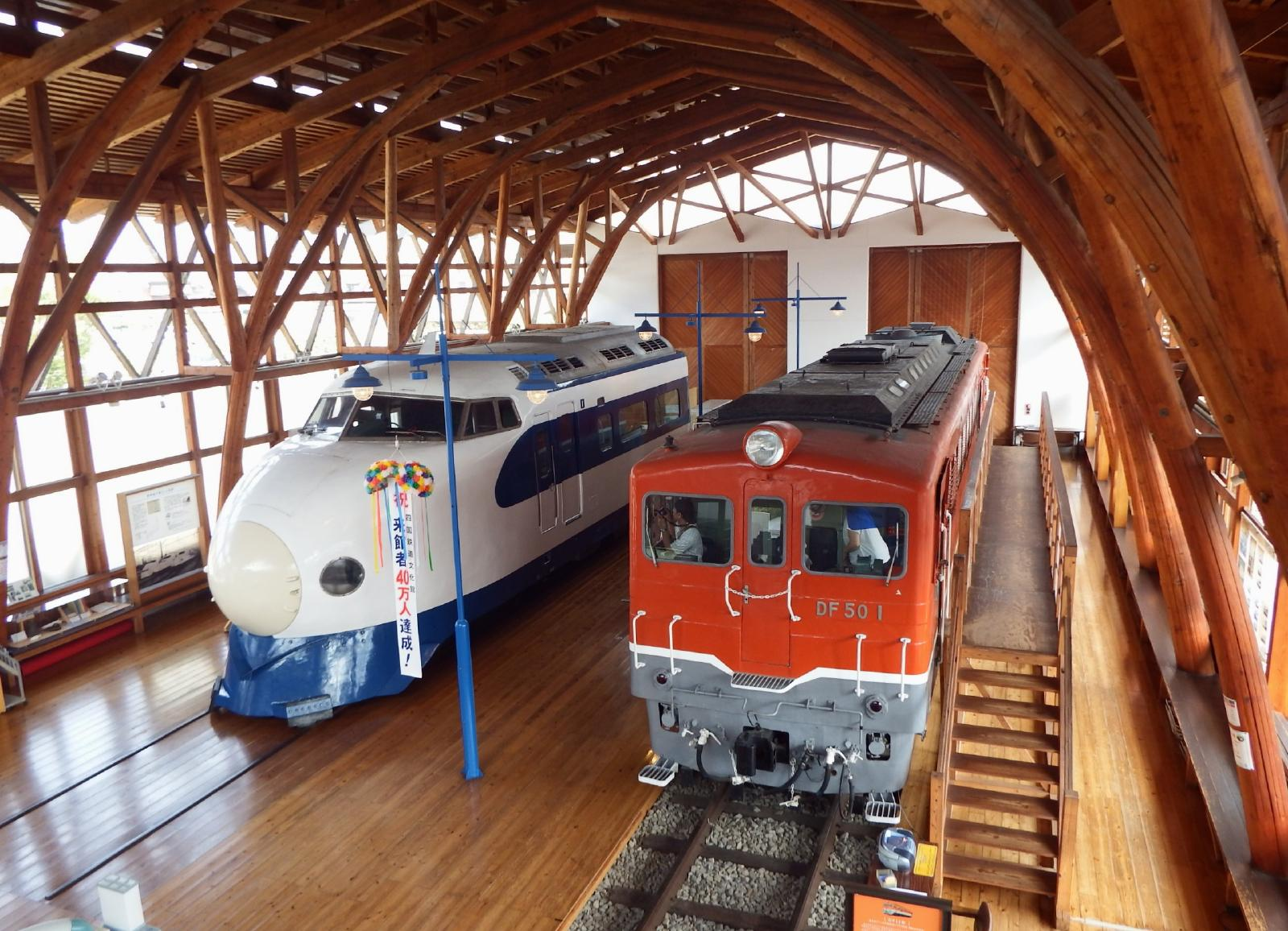
21-141とDF501
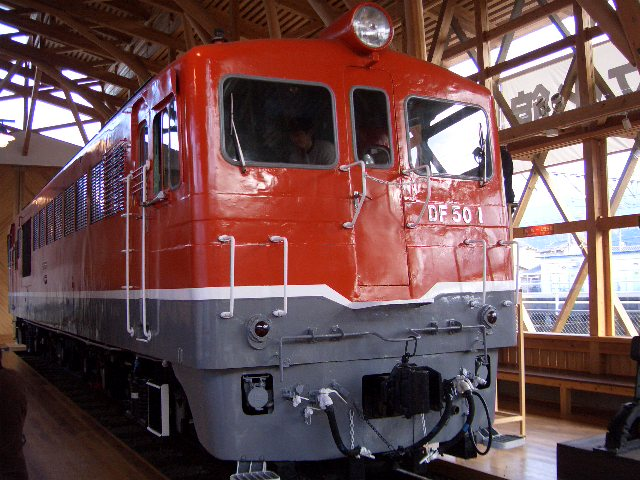
DF50形（DF501）
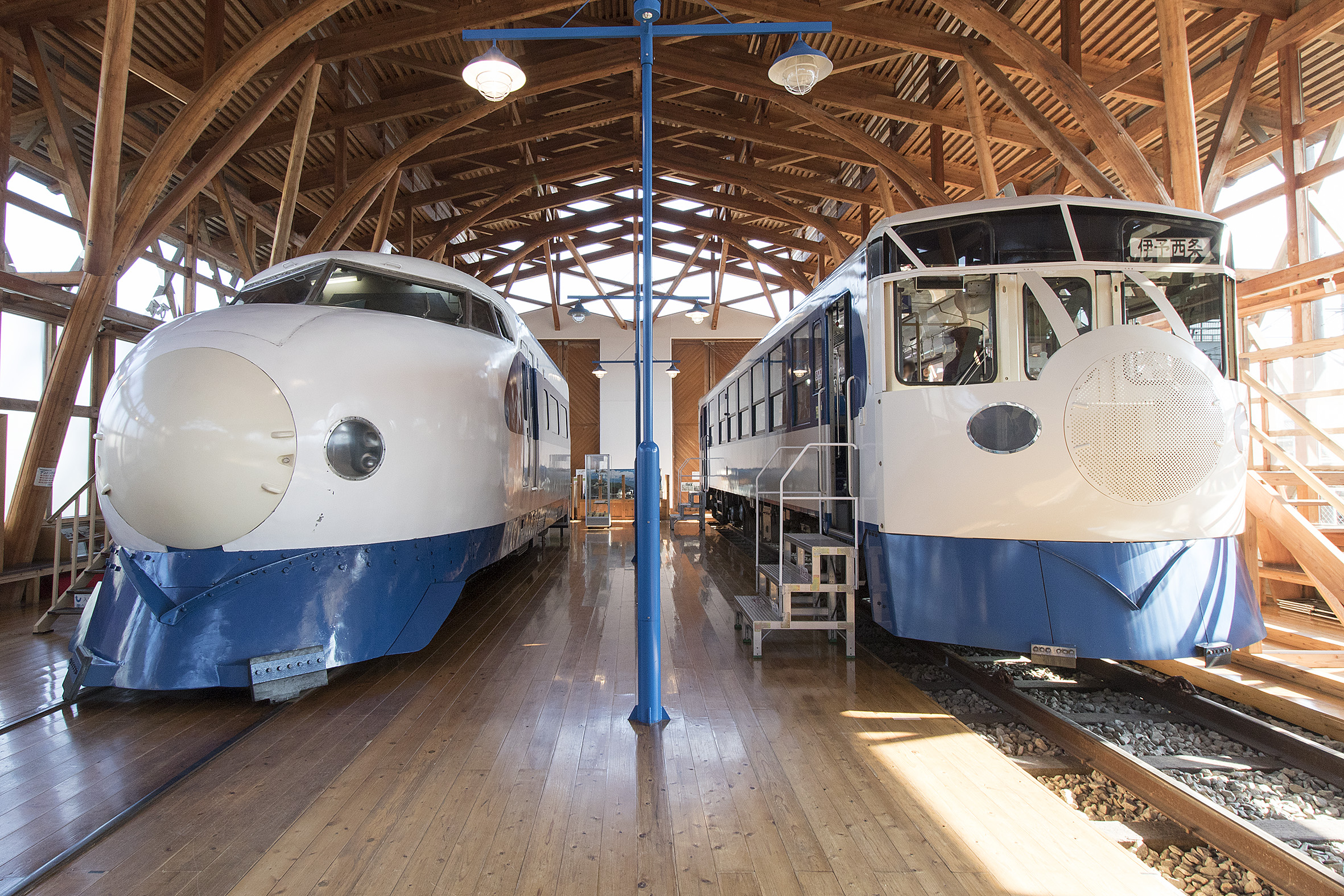
21-141と鉄道ホビートレイン キハ32 3

木造の展示館内に2両の保存車両（下記参照）と、四国で使用された鉄道用品・資料が展示されている。新幹線のカットボディとDF50形の保存車両が目玉となっている。
入場券は、隣接の十河信二記念館の受付で購入する。鉄道の乗車券（硬券）を模した券面には「十河信二記念館から四国鉄道文化館行き」と記され、入場の際には係員が入鋏する。入場料は大人300円、小人100円（個人の場合、団体扱いの場合は大人240円、小人80円）。なお、「十河信二記念館」及び「観光交流センター」は入場無料。
館内は基本的に平屋の構造であるが、螺旋階段でつながれた展望デッキがあり、伊予西条駅構内を一望することができる（駅敷地内の給水塔やカーバイド倉庫といった歴史的建造物が望める）。また、DF50形が展示されている線路は伊予西条駅構内につながっており、多度津工場から搬入される際には実際にこの線路が使われた。
2008年10月を以って定期列車としての営業運転を終了し、11月に旧国鉄色にペイントされイベント運行されたキハ65形気動車がJR四国から西条市に貸与され、「急行いよ」のヘッドマークが西条市に贈呈されるとともに、文化館東の駐車場（引き込み線上、DF50形と同一線上）に2008年11月23日から2009年1月3日まで展示・公開された。このとき展示されたキハ65は後に南館に保存されている。
2014年12月6日から9日の間は、DF50形を一時的に屋外に移動した上で「鉄道ホビートレイン」を0系の隣に展示する期間限定のイベントがおこなわれた。

### 南館

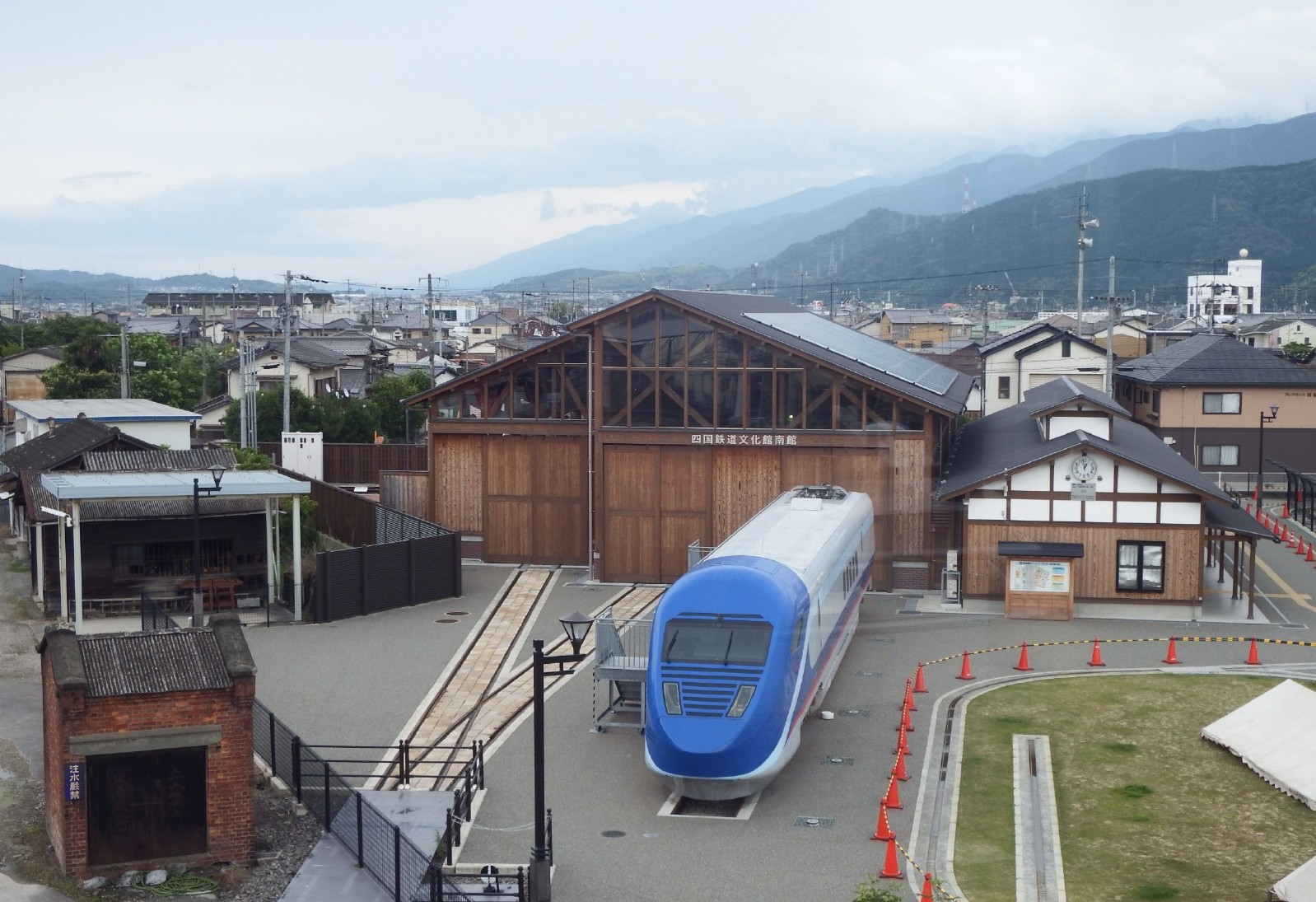
南館

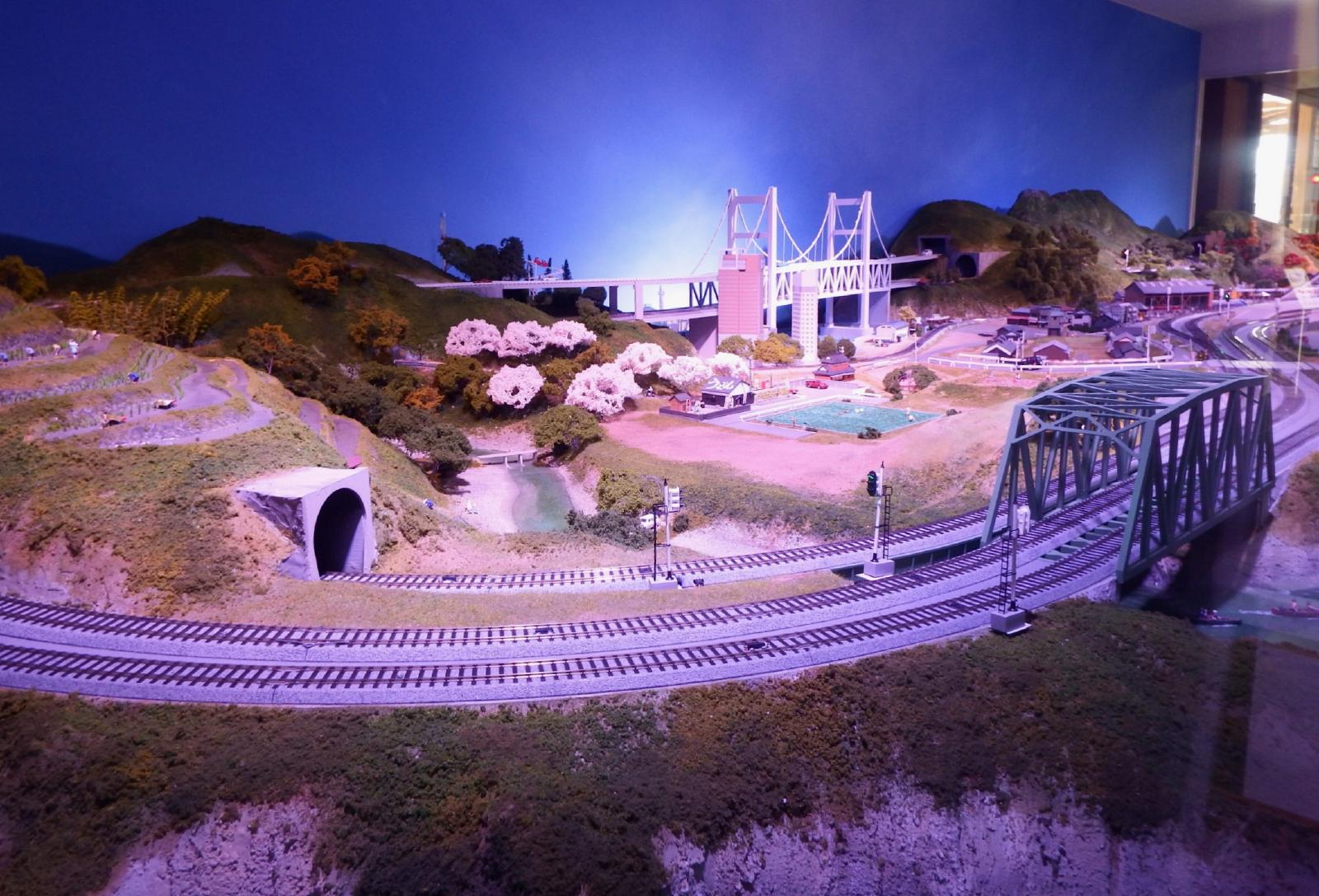
ジオラマ

北館からは伊予西条駅を挟んだ位置にある（「ぽっぽ橋」という名称の跨線橋で連絡）。屋内にC57形蒸気機関車44号機、DE10形ディーゼル機関車1号機、キハ65形気動車の3両、また屋外にフリーゲージトレイン第二次試験車両の先頭車1両が保存展示されている。C57形の運転席とキハ65形の車内は常時公開。
このほか、館内にはジオラマが展示されていて通常30分毎に動かされる。また、ミニSLが設置されている。

#### 増築の経緯
南館の建設計画は伊予西条駅南側の再開発と合わせて決定し、2012年に明らかになった。西条市内の公園に保存されていたC57形44号機や、四国旅客鉄道多度津工場に保存されていたDE10形1号機、キハ65形気動車などが保存展示されることが公表された。このうち、C57形蒸気機関車については、移転を前にして2014年2月に修理が完了した。

## 所在地
愛媛県西条市大町798番地1（北館）

## 交通

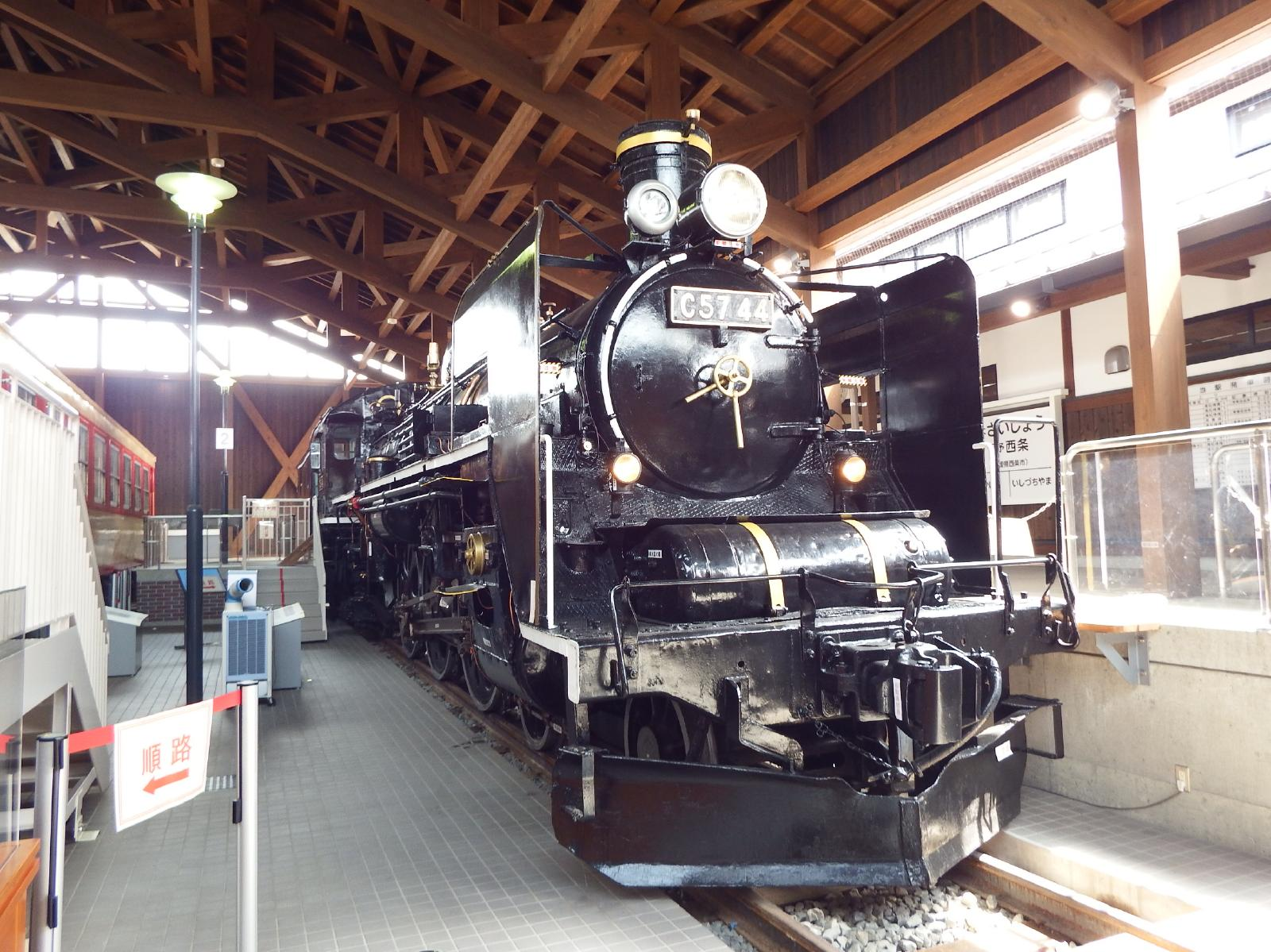
C57 44
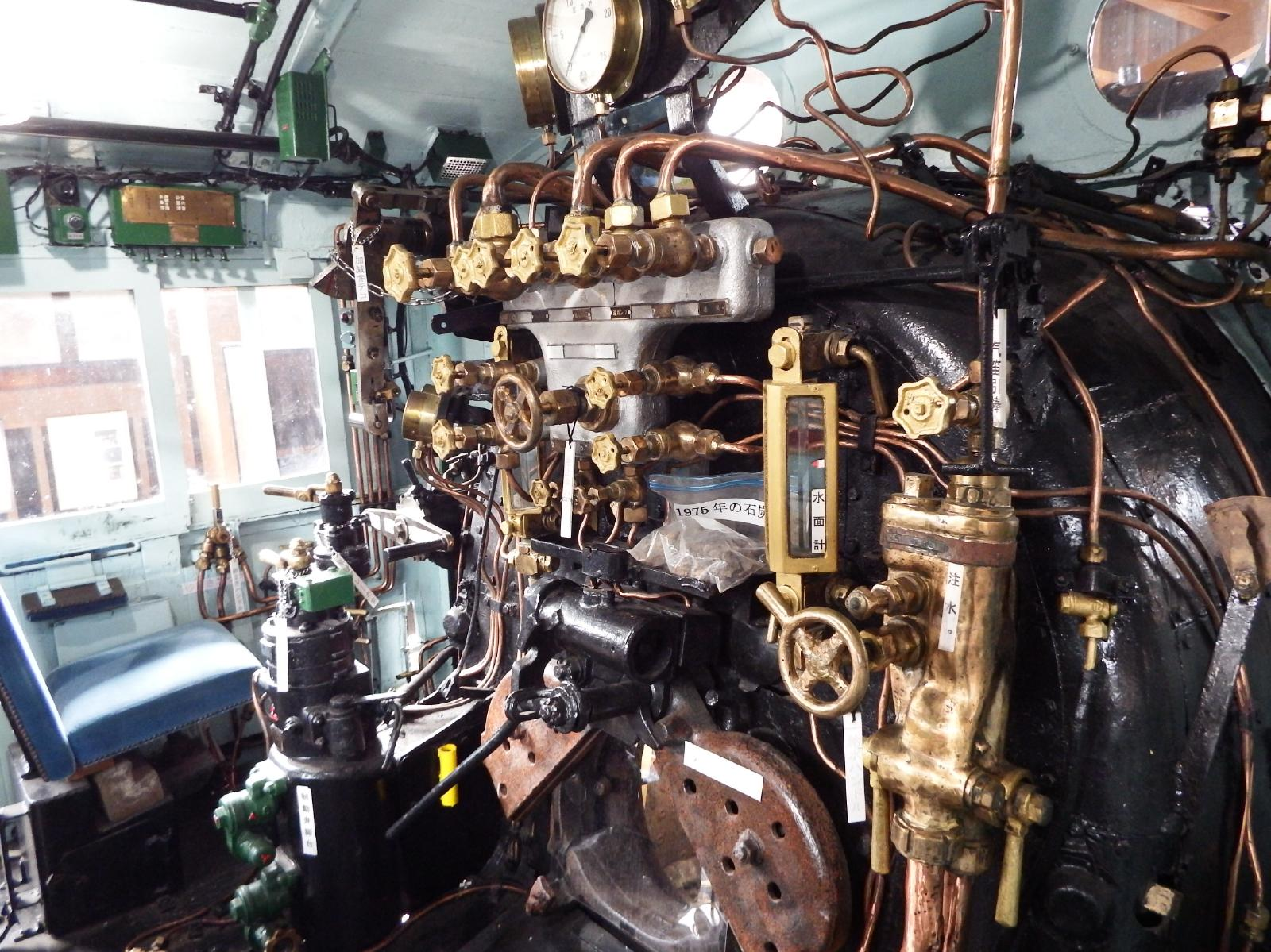
C57 44の運転席
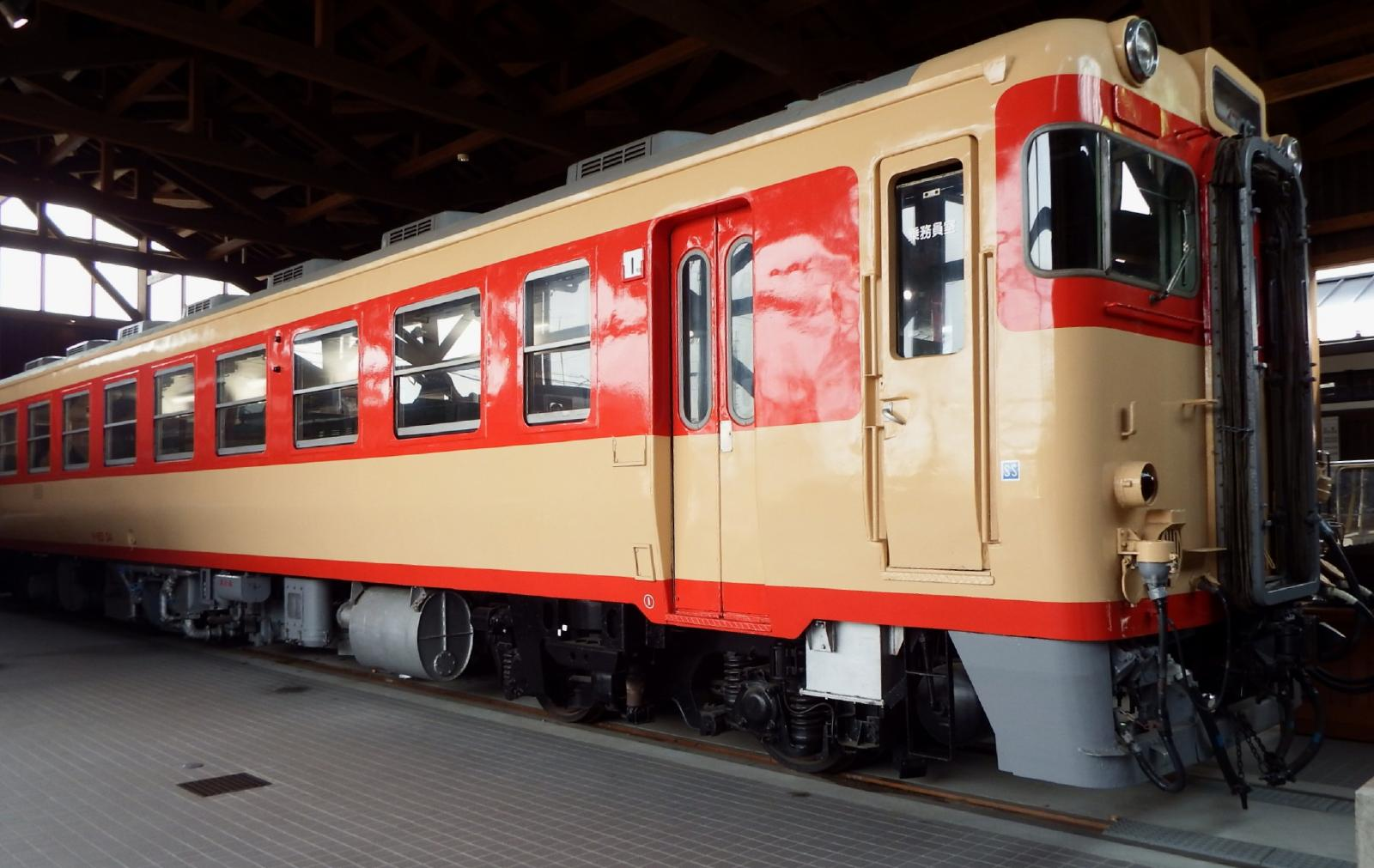
キハ65 34
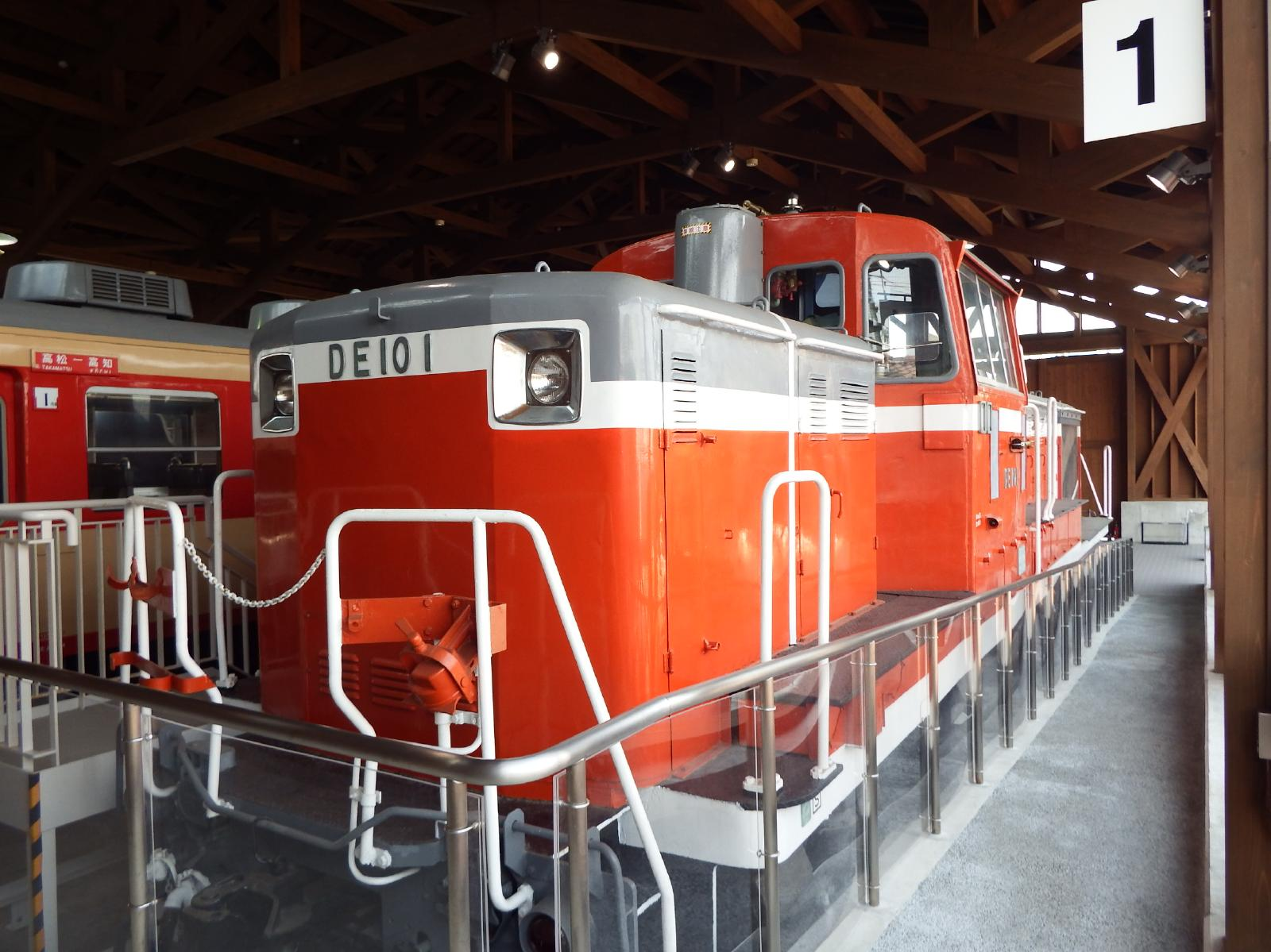
北館は四国旅客鉄道（JR四国）予讃線伊予西条駅から徒歩1分。南館は伊予西条駅自由通路南北線「ぽっぽ橋」（全長80m）[17]を渡り、徒歩2分。

## 保存車両

### 北館
- 21-141（新幹線0系電車）

前頭部から約半分のカットボディ。1976年（昭和51年）に製造されたもので、0番台車（側面窓の大きいタイプ）としては最後の製造グループに属する。現役時代の編成で反対側の先頭車(22-141)はイギリス国立鉄道博物館に保存されている。走行距離は約1020万km（地球約255周）である。
- DF50 1（DF50形ディーゼル機関車、準鉄道記念物）

現在でもJR四国の車籍を有している。唯一の動態保存車両。1957年（昭和32年）3月製造、走行距離約260万km（地球約67周）。
- 21-141とDF501
- DF50形（DF501）
- 21-141と鉄道ホビートレイン キハ32 3[19]

### 南館
- C57 44（従前は西条市内の公園に展示されていて「春雷号」と呼ばれていた）

製造1938年（昭和13年）3月30日、走行距離336万8561.1km(地球約84周）。
- キハ65 34（多度津工場より移管）

製造1970年（昭和45年）6月22日。
- DE10 1（多度津工場より移管）

製造1966年（昭和41年）10月13日。
- フリーゲージトレイン第二次試験車両GCT01-201

製造2007年（平成19年）3月。
- C57 44
- C57 44の運転席
- キハ65 34
- DE10 1